# 덱탸료프 보병기관총
덱탸료프 보병기관총(러시아어: Пулемёт Дегтярёвa Пехотный 풀레묘트 덱탸료바 페코트니[*])은 소련이 사용하던 경기관총이다.
소비에트 연방의 바실리 덱탸료프가 1928년 개발한 경기관총이다. 성능이 좋아 1960년대까지 소련과 그 위성국들에 보급되어 사용되었다. 탄창은 47발의 드럼형 탄창을 사용하였고, 무게는 미국의 브라우닝 자동소총보다 무거웠으나 성능은 뒤떨어지지 않았다. 제2차 세계 대전에 소련군의 주력 경기관총으로 사용되었고, 종전후 조선민주주의인민공화국과 중국 공산당에 보급되었다. 총 생산량은 개량형과 변형을 제외하고 약 79500정이다.

## 대중 문화
- 영화
  - 태극기 휘날리며에서 AK-47과 함께 북한군 무기로 나온다.
  - 포화속으로에서 오장범과 갑조가 DP-28을 사용
- 게임
  - 배틀그라운드, 배틀그라운드 모바일, 배틀그라운드: 뉴스테이트에서 7.62mm탄을 사용하는 경기관총 DP-28로 등장한다.
  - Surviv.io
- 레인보우 식스 시즈에서 타찬카라는 러시아 스페츠나츠 오퍼레이터가 경기관총으로 DP-27을 사용한다

## 변형
- 58式 경기관총
- RP-46
- DT
- DPT
- DPA
- DPM

## 같이 보기
- 라흐티-살로란타 M/26
- 루이스 경기관총